# Jhon Pírez
Jhon Alexander Pírez Araújo, más conocido como Jhon Pírez (Montevideo, Uruguay, 20 de febrero de 1993), es un futbolista uruguayo. Se desempeña como delantero y actualmente milita en|Tulsa roughnecks]] de la tercera división.

## Trayectoria
Pírez comenzó su carrera en el Defensor Sporting de Uruguay, al cual se unió en 2004 a los 11 años de edad.
Luego de haberse desempeñado en las diferentes categorías del Defensor, el 4 de agosto de 2008, Pírez viajó a Inglaterra para unirse al Chelsea FC en calidad de prueba, gracias al chileno Jorge Alvial, quien se desempeña como cazatalentos del Chelsea en Latinoamérica. Durante su período a prueba, Pírez desempeñó partidos amistosos con el equipo juvenil del Chelsea, impresionando de tal forma que el club no tardó en contratarlo, ofreciéndole un contrato profesional ese mismo año. Luego de haber firmado el contrato, Pírez se desempeñó en competencias amistosas con el equipo juvenil, tales como la Disney Soccer Partnership y la Disney's Showcase Soccer Tournament.
Sin embargo, debido a reglamentaciones por parte de la FIFA con respecto a la contratación de jóvenes de 18 años de edad, Pírez se unió al Chelsea hasta septiembre de 2011, aunque inicialmente iba a unirse en marzo del mismo año. Pírez siguió desempeñando partidos con el Defensor Sporting, pero en calidad de cedido. No obstante, tuvo la oportunidad de disputar encuentros amistosos con el equipo juvenil del Chelsea, solamente hasta que finalizara su préstamo con el Defensor. Durante ese tiempo, Pírez participó en torneos amistosos con el equipo juvenil, tales como la Dallas Cup y la Amsterdam Cup.
En la temporada 2010-11 del torneo uruguayo, Pírez fue promovido al primer equipo. Sin embargo, debido a una operación de apendicitis, Pírez no pudo debutar durante la primera mitad de la temporada. Su debut oficial en primera división sería el 5 de febrero de 2011 en la victoria por 4-1 sobre el River Plate, al haber entrado de cambio al minuto 76 por Danilo Asconeguy para luego marcar al minuto 90 el cuarto gol de su equipo. Luego, Pírez no volvería a disputar otro encuentro con el Defensor sino hasta el 17 de abril de 2011 en la victoria por 1-0 sobre el Fénix, al haber sustituido al minuto 90 a David Texeira. Sin embargo, durante un entrenamiento con la Selección de Uruguay Sub-20, Pírez sufrió una ruptura del tendón rotuliano, lo que puso fin prematuramente a su participación en la temporada.
Para la temporada 2012-2013, el jugador pertenecerá en calidad de cedido al CD Leganés de la Segunda División B española,  tras su prueba fallida en el CE Sabadell de la Segunda División A española, debido a no pasar exámenes médicos.
En julio de 2014 ficha por el filial del Getafe C.F., que juega en la Segunda División B española
el 11 de agosto del 2015 ficha por el Defensor Sporting Club tras no jugar casi nada el 1 de julio del 2016 se queda sin equipo.
El 1 de enero del 2018 ficha por el  Tulsa Roughnecks FC  donde estaría hasta diciembre fecha el la que se volvió a quedar sin equipo

## Selección nacional
Pírez ha sido internacional con la Selección de Uruguay Sub-17 en el Campeonato Sudamericano Sub-17 de 2009, con la que ganó el tercer lugar de la competencia, superando a Colombia, Bolivia y Ecuador en el cuadrangular por el tercer puesto. Pírez también ha sido internacional con la Sub-20.

## Clubes
| Club                       | País       | Año             |
| -------------------------- | ---------- | --------------- |
| Defensor Sporting          | Uruguay    | 2004 - 2008     |
| Chelsea FC                 | Inglaterra | 2008            |
| Defensor Sporting (cedido) | Uruguay    | 2008 - 2011     |
| Chelsea FC                 | Inglaterra | 2011 - 2012     |
| CD Leganés (cedido)        | España     | 2012 - 2013     |
| CD Leganés (cedido)        | España     | 2013 - 2014     |
| Chelsea FC                 | Inglaterra | 2014            |
| Getafe CF B                | España     | 2014 - 2015     |
| Defensor Sporting          | Uruguay    | 2015 - Presente |